# Woke Up with Wood
Woke Up with Wood (с англ. — «Проснулся со стояком») — двадцать пятый сингл американской блюз-рок-группы ZZ Top, шестой сингл альбома Afterburner. Выпущенный в формате промосингла добрался до 18 места в Top Rock Tracks.

## О песне
Сингл записывался в 1985 году в ходе работы над альбомом Afterburner. На этом альбоме группа достигла апогея в своём приближении к поп-року: обильное использование синтезаторов, «пластиковый» звук драм-машины, танцевальные мелодии. Woke Up with Wood всё же отмечают как «просто обалдденную, звучащую возможно в большей степени как их предыдущие записи; текст лучший на диске, и группа явно смеётся над тем, что они творят сейчас». «…нечасто исполняемая „Woke Up With Wood“ это всё те же дешёвые риффы и блудливые тексты, напрямую отсылает к лучшей у ZZ Top извращённой песне [имеется в виду Pearl Necklace]».
Далеко не все разделяют восхищение текстом. Обозреватель Rolling Stone сказала: 
Каталог ZZ Top описывает вероятно так же много видов сексуальных действий (Tube Snake Boogie, I Got the Six,Pearl Necklace), как и исследовательская команда Мастерс и Джонсон. Но там, где ранние песни типа Tush и La Grange были что-то типа посвящения во взрослую жизнь, а Pearl Necklace может быть вообще интерпретирована как приглашение к разгульному шопингу, Woke Up with Wood просто глупенькая. Может для ZZ Top пришло время повзрослеть?    
Оригинальный текст (англ.)ZZ's catalog probably describes as many sex acts ("Tube Snake Boogie," "I Got the Six," "Pearl Necklace") as Masters and Johnson's. But where early songs like "Tush" and "LaGrange" were rites of passage, and "Pearl Necklace" might possibly be interpreted as an invitation to a shopping spree, "Woke Up with Wood" is just silly. Could it be time for ZZ Top to grow up?

Билли Гиббонс говорит, что эвфемизм wood (возможно что наиболее подходящий перевод тут будет «деревяшка») он заимствовал у одного из своих приятелей из Аспена, который глядя на мужчину с роскошной блондинкой, прокомментировал это как «У парня сейчас „full wood“» 
Сингл был выпущен только лишь в формате промосингла, для распространения на радиостанциях .

## Участники записи
- Билли Гиббонс — гитара
- Дасти Хилл — вокал, бас-гитара
- Фрэнк Бирд — ударные, перкуссия

Технический состав
- Билл Хэм — продюсер